# Kultura trypolska

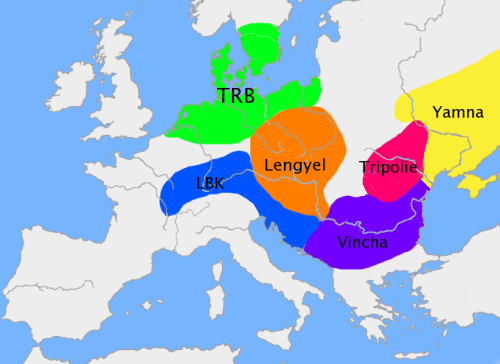
Kultury staroeuropejskie w IV tys. p.n.e

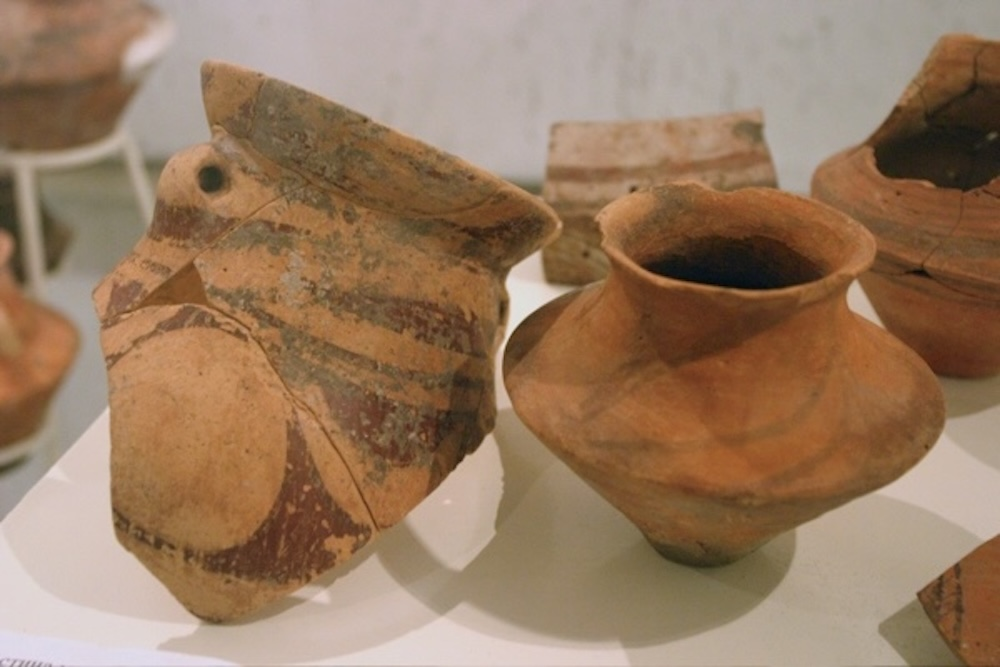
Ceramika kultury trypolskiej

Kultura trypolska – kultura archeologiczna reprezentująca apogeum rozwoju kultur eneolitycznych w Europie rozwijająca się w latach 4200-2750 p.n.e., na terenach Bułgarii, Rumunii, Mołdawii i zachodniej Ukrainy (zob. też kultura Cucuteni-Trypole).

## Kryteria wydzielenia
Kultura należy do kompleksu Cucuteni-Trypole, obejmującego bliźniacze kultury, z których pierwsza odkryta została w 1884 w Cucuteni w Rumunii. Na drugą natomiast natrafiła, kierowana przez Wikientija Chwojkę, polsko-ukraińska ekspedycja w 1897 we wsi Trypole (wówczas Tripolje, obecne Trypillia) koło Kijowa.

## Chronologia, geneza i zanik
Pierwsza połowa V tysiąclecia p.n.e. była okresem wielkiego wzrostu demograficznego w Europie południowo-wschodniej. Był to czas kształtowania się protocywilizacji eneolitycznych takich jak kultury Marica, Precucuteni i Boian, które stworzyły podstawy rozwoju kultur eneolitycznych z ceramiką malowaną. Jedną z tych kultur była kultura trypolska. Jej upadek nastąpił na skutek przemieszczającej się koczowniczej ludności kultury grobów jamowych, na której podłożu w latach 2800-2000 p.n.e. wykształciła się kultura grobów katakumbowych z charakterystycznymi grobami w postaci wydrążonych nisz w ścianach.

## Obszar występowania i kontekst kulturowy
Dokładny obszar na którym archeolodzy lokalizują kompleks Cucuteni-Trypole to tereny Rumunii, Mołdawii, dorzecze górnego i dolnego Podniestrza, środkowego i górnego biegu Dniepru oraz południową część zachodniego i wschodniego Wołynia. Kompleks Cucuteni-Trypole od północy otaczała kultura dniepro-doniecka, która w fazie środkowej kultury trypolskiej ustąpiła kulturze Srednij-Stog II. Na południe archeolodzy wyróżnili kompleks Gumelnița-Karanowo VI (pn.-wsch. Bałkany), która formuje się na podłożu kultury Marica. Od zachodu, na terenach dzisiejszej Słowacji i Siedmiogrodu rozwijała się kultura bodrogkereszturska, której ludność trudniła się głównie metalurgią. Wpływy północno-wschodnie to kultura pucharów lejkowatych, obejmująca w IV tysiącleciu p.n.e. większą część Europy. Na zachodzie archeolodzy wyróżnili kulturę ceramiki grzybkowej

## Charakterystyczne wytwory kulturowe

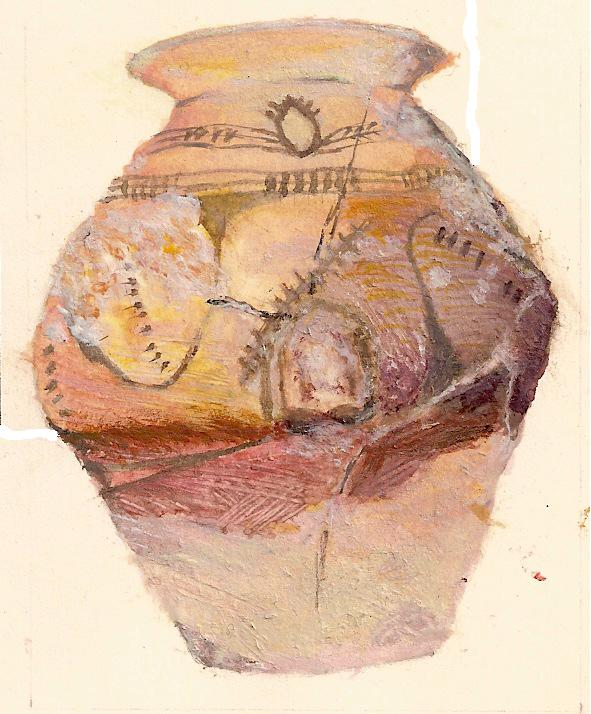
Naczynie z okresu kultury trypolskiej

Cechą charakterystyczną kultury trypolskiej jest ceramika, która należy do najwspanialszych w eneolicie, nie tylko pod względem technologicznym, ale i artystycznym, chociaż naczynia były wytwarzane bez użycia koła garncarskiego.

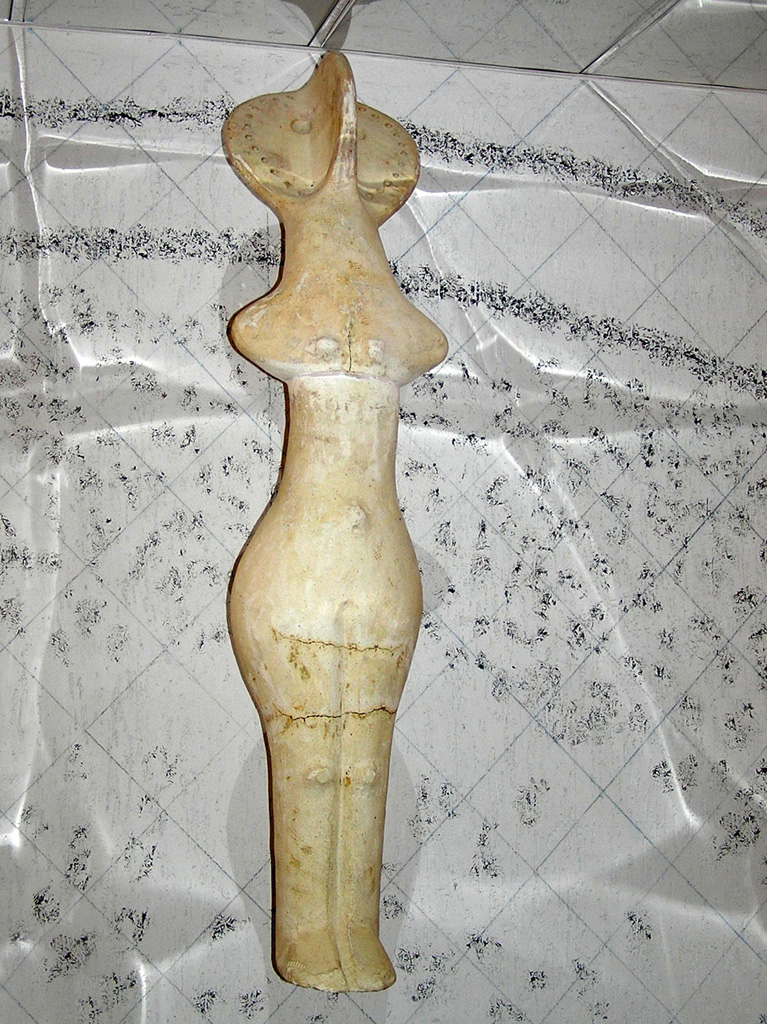
Posążek kultury trypolskiej

Naczynia odznaczały się wielką wytrzymałością, pięknem i bogactwem form oraz barwną dekoracją ornamentalną złożoną z kół, wstęg, spiral i ich zestawów, malowaną najczęściej farbami czarną, czerwoną i białą na jaskrawo czerwonożółtym tle. Wytwarzano wazy, misy, puchary, a także gliniane figurki zoomorficzne i antropomorficzne oraz modele krzeseł, sani czy siekier. W trakcie badań stanowisk tego kręgu kulturowego natrafiono na dowody istnienia początków pisma, podobnego do młodszego o 1000 lat pisma klinowego w Mezopotamii. Proces ten uległ jednak przerwaniu w IV tysiącleciu p.n.e. z powodu niekorzystnych zmian klimatycznych.

## Osadnictwo

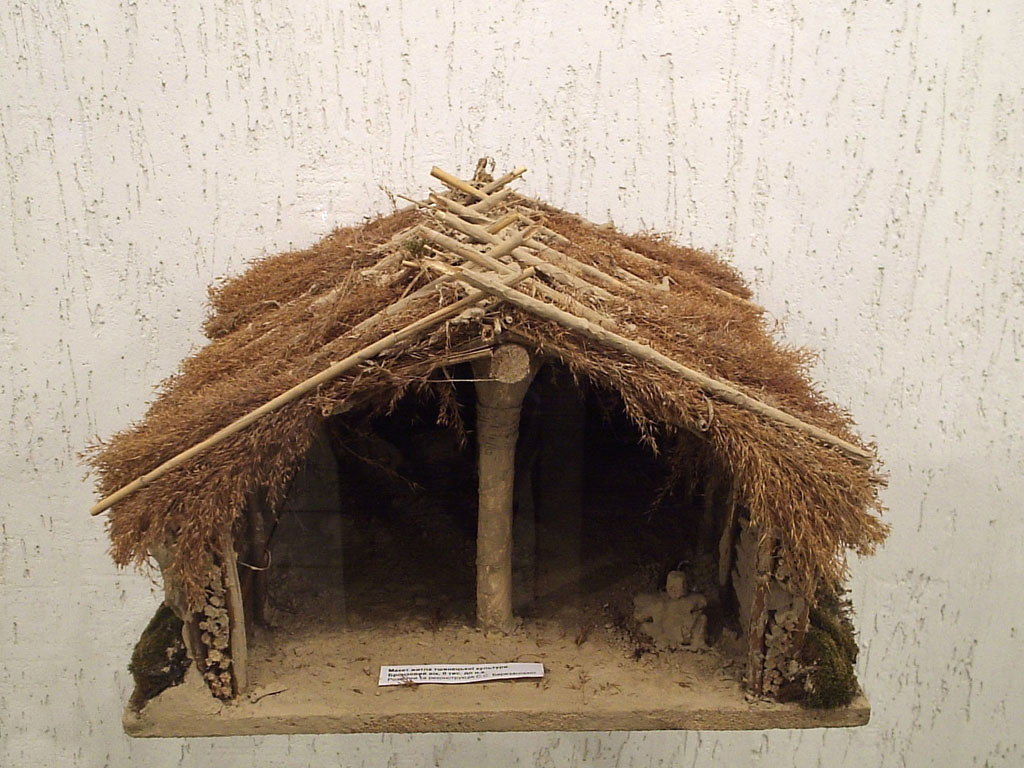
Chata kultury trypolskiej, rekonstrukcja z Muzeum Trypillia na Ukrainie

Ekstensywne rolnictwo przyczyniło się do powstania centrów osadniczych, z których największe mogły liczyć do 14 tysięcy mieszkańców. Ludność wznosiła wielkie osiedla na obszernych wzniesieniach. Domy wykonane z gliny na drewnianym szkielecie miały charakter wielorodzinny. W jednej części domu znajdował się gliniany, kopułowy piec, w innej gliniane podwyższenie do składania ofiar. Konstrukcję domów odtwarzają naturalistyczne gliniane modele. Osiedla cechowały się planową zabudową, domy usytuowane były wokół centralnego placu i ustawiane w kształt okręgu lub owalu. W obrębie osad budowano także świątynie, a całość zabudowy otaczano fortyfikacjami drewnianymi.
Struktura społeczna ludności tego kręgu była bardzo skomplikowana, wyraźnie wydzielała się warstwa najbogatsza, której zmarłym przedstawicielom na drogę w zaświaty wkładano przedmioty z miedzi i złota.

## Obrządek pogrzebowy
Z powodu gwałtownego wzrostu zaludnienia dominowały pochówki zbiorowe (30-40 ciał), szkieletowe. Cmentarzyska powstawały z przekształconych osad mieszkalnych. Zmarłych grzebano zwykle w pozycji skurczonej, na boku, wyposażając ich w naczynia i narzędzia.

## Gospodarka
W początkowej fazie ludność trudniła się rolnictwem, mieszkańcy zajmowali się uprawą ziemi, hodowlą bydła, owiec, kóz i świń, a także myślistwem i rybołówstwem. W późnej fazie coraz większą rolę zaczęło odgrywać pasterstwo ze względu na wysuszenie klimatu.

## Znaczenie
Zaawansowana technicznie metalurgia miedzi oraz wysoki poziom artystyczny i technologiczny garncarstwa zdecydowanie wyróżniały cywilizacyjnie ludność kultury trypolskiej pośród wszystkich populacji ówczesnej Europy. Ludność ta odegrała szczególnie ważną rolę w procesie przekazywania zdobyczy kulturowych z wysoko rozwiniętych ośrodków cywilizacyjnych Bliskiego Wschodu w głąb kontynentu europejskiego.